# Баглюков, Олег Александрович
Олег Александрович Баглюков (род. 28 июня 1940) — советский и российский театральный актёр, народный артист России (1994).

## Биография
Олег Баглюков родился 28 июня 1940 года. В 1962 году закончил Харьковский театральный институт и вошёл в труппу Одесского театра имени Октябрьской революции. С 1964 года играл в Херсонском областном драматическом театре, в 1968—1972 годах — в Луганском областном драматическом театре.
С 1972 года работал в Камчатском драматическом театре.

## Награды
- Заслуженный артист РСФСР (20.05.1983).
- Народный артист России (6.01.1994)[1].

## Работы в театре
- «Бесприданница» А. Н. Островского — Паратов
- «Гроза» А. Н. Островского — Дикой
- «Левша» по Н. С. Лескову — Атаман
- «На дне» М. Горького — Барон
- «Мещанин во дворянстве» Мольера — Ковьель
- «Мария Тюдор» В. Гюго — Симон Ренар
- «Коварство и любовь» Ф. Шиллера — Президент
- «Дон Карлос» Ф. Шиллера — Поза
- «Трактирщица» К. Гольдони — Рипафратта
- «Любовь - книга золотая» А. Н. Толстого — Князь
- «Закон вечности» по Н. В. Думбадзе — Сандро
- «Уходил старик от старухи» С. И. Злотникова — Порогин
- «Раскинулось море широко» В. В. Вишневского, А. Крона, А. Азарова — Самойлов